# Snowland
Snowland é um parque temático de neve, localizado no município de Gramado, na Serra Gaúcha. Foi idealizado pelos irmãos Caliari – André, Anderson e Daiane – e inaugurado no dia 25 de Outubro de 2013. 
O parque possui 16 mil metros quadrados, sendo 8,1 mil m² dedicados à experiência com a neve.
A capacidade de visitação é de até 2 mil pessoas por dia, cerca de um milhão por ano. 
O parque divide suas atrações em dois ambientes:
- Montanha de neve: espaço para diversão na neve com atrações como esqui e snowboard.
- Vilarejo Alpino: ambiente que remete aos vales suíços, com minicentro comercial e atrações como patinação e simulador de aventuras.

## História
Nascidos em uma família de empreendedores, os irmãos Caliari, idealizaram o Parque Snowland em uma conversa despretensiosa sobre a possibilidade de ter neve todos os dias na serra gaúcha. Neve que seria o sonho de moradores e turistas que frequentam o local, afinal, ir para Gramado e não ver a neve é como ir para a praia e não ver o mar. A partir do sonho da Neve em Gramado o parque indoor se mostrou uma ideia grandiosa e possível para os irmãos. 
Foi em um banco em frente ao Café Colonial Bela Vista   que a imaginação criou asas e o sonho passou a se tornar realidade. Então, para buscarem inspirações, os irmãos Caliari, viajaram ao redor do mundo conhecendo parques de neve como: Snowworld, Snow Play e Ski Dubai. Além disso, buscaram referências na Alemanha, Holanda, Espanha, Dubai, Nova Zelândia, China e Coreia do Sul. Juntaram a ideia da neve com a possibilidade de fazer um lugar de inspiração para as pessoas e, que também, colaborasse para a realização de um sonho, aflorando a imaginação de cada um. Diferenciando-se dos demais espalhados pelo mundo o Snowland, além de ser o primeiro parque de neve indoor das Américas, une o lazer e o esporte em um único lugar. Famílias inteiras, desde netos até aos avós, podem aproveitar as atrações do parque. 
No dia 25 de outubro de 2013, o primeiro parque de neve indoor das Américas, o Snowland, inaugurou na cidade de Gramado. Em um evento apresentado pelo ator Luigi Baricelli, a emoção foi a convidada especial. Depois de muito trabalho e determinação viver a neve de verdade se tornou possível na Serra Gaúcha. Um lugar para inspiração e diversão para toda família. 

## Evolução
Com uma montanha de 120 metros de extensão, o Snowland apresentou ao mundo a neve de forma divertida e amigável, com clima que remete às vilas suíças em plena serra Gaúcha durante o ano todo. 
Diante do sucesso o parque aumentou o número de atrações, realizando ainda mais sonhos de adultos e crianças que, de forma mais acessível, podem brincar na neve quando quiserem. 
Recentemente algumas atrações foram lançadas: Simulador de esqui 7D , Carrossel na neve e Teatro de Belleneve
O sonho de oferecer neve em Gramado, com diversão e atrações para toda a família, é a essência do parque. Desde a abertura houve a preocupação com a acessibilidade, possibilitando assim que pessoas com deficiências possam se divertir sem restrição alguma. 
No ano de 2014 foi eleito Atração Turística do Ano pelo 'Grupo Travel News' . Prêmio que homenageia os Dez mais do Turismo, considerando temas como infraestrutura, atividade desenvolvida, facilidade de acesso, inovação e diversos pontos relevantes as expectativas dos clientes e a entrega efetiva do empreendimento. 
Em maio de 2015 o Snowland celebrou a conquista do certificado de Excelência 2015, conferido pelo TripAdvisor. A certificação define os premiados considerando as avaliações e reputação do estabelecimento no TripAdvisor. O parque foi reconhecido pelo serviço prestado, pontuando positivamente nas avaliações, maioria avaliada com 5 estrelas, resultado da satisfação dos visitantes que vivenciaram a experiência na neve em Gramado.
Atualmente o parque Snowland emprega cerca 210 pessoas, e já recebeu mais de um milhão de visitantes.  Ao longo dos seus 10 anos o parque mantém em sua essência a possibilidade de realizar sonhos e dar asas à imaginação dos visitantes.

## Atrações
O parque oferece atrações na Montanha de Neve. A entrada nessa área exige o uso de roupas especiais para aproveitar ao máximo o tempo e atrações no Vilarejo Alpino, um dia ao estilo dos Alpes suíços com diversão para crianças e adultos.

### Montanha de neve
São diversas atrações protagonizadas pela neve, num espaço de 8,1 mil m² de muita diversão:

#### Escola de Neve
Profissionais especializados em pistas de neve internacionais instruem os visitantes durante 50 minutos em aulas de, no máximo, 8 alunos. As Aulas são de Esqui e Snowboard e acontecem na pista com extensão de 120 m. Desenhada para iniciantes, ela fica localizada na parte mais baixa da montanha. Após a aula os visitantes podem ir ao alto da montanha e viver a experiência de neve em gramado. A escola não é obrigatória, para aqueles mais experiente o topo da montanha deve ser o ponto de partida para diversão.

#### Esqui
Esporte praticado por amantes da neve, no qual o instrumento principal são duas pranchas finas fixadas aos pés através de botas. O Snowland possui Pista de Esqui Indoor, com instrutores experientes em pistas internacionais auxiliando a experiência de quem esquia pela primeira vez e espaço para esquiadores profissionais. 

#### Snowboard
Semelhante ao skate e surfe, o Snowboard é o esporte praticado na neve com uma única prancha envolvendo os dois pés que desliza na neve.

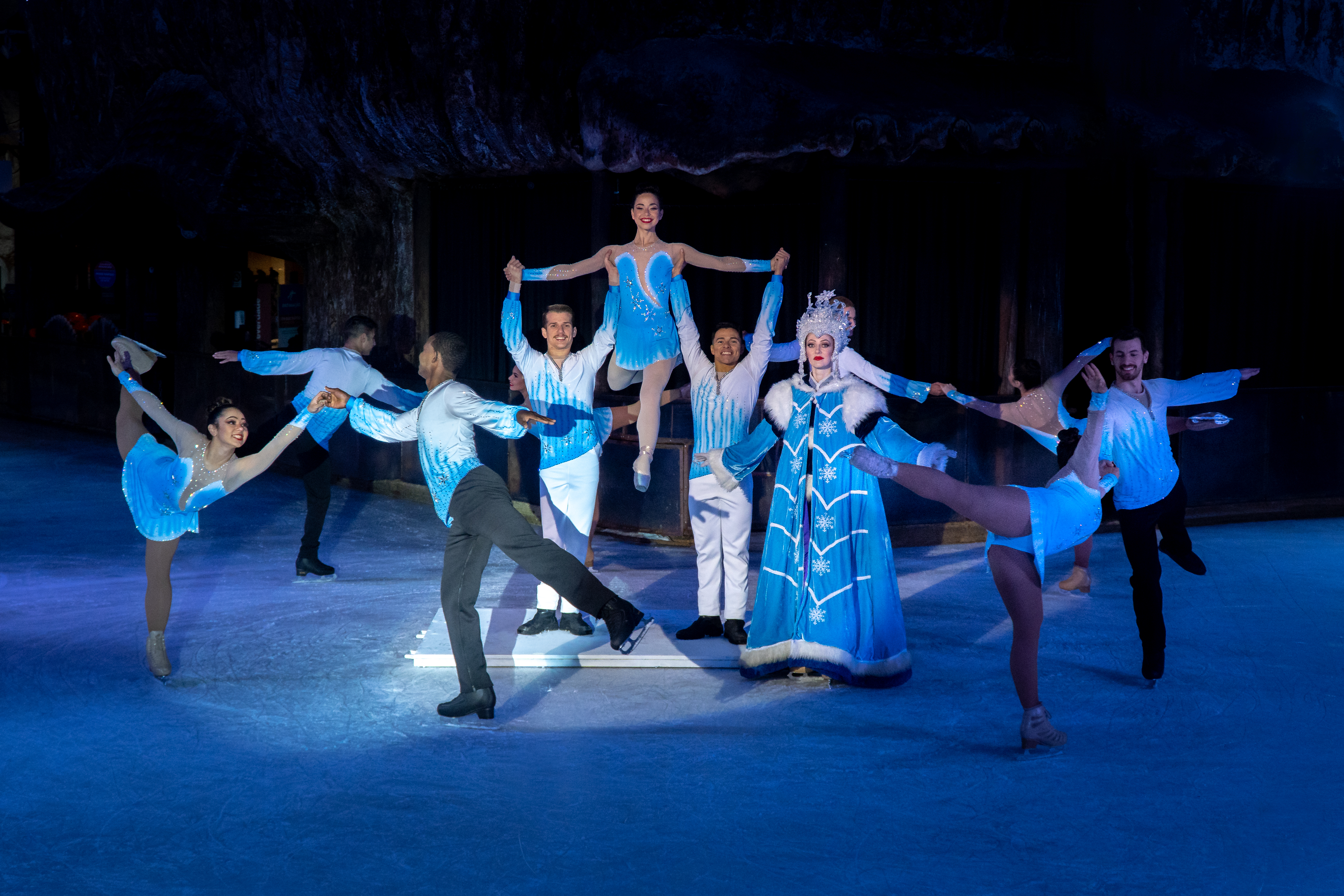
Show de Patinação

#### Tubing
Boia gigante que desliza a pista de neve no alto da montanha de neve. 

#### Teatro de Belleneve
Gertrude nos conta as aventuras da princesa Astrid para salvar o Reino de Snowland.

#### Café de Belleneve
Café na montanha de neve, serve de refúgio ao frio e parada para se aquecer e tomar chocolate quente sem sair da montanha. 

#### Caverna do Yeti
Espaço para foto Lembrança a Caverna do Yeti é uma atração de 2015. Com um boneco animatrônico o enorme pé grande fica na montanha de neve.  
Vila da Neve
Um ambiente mágico, num autêntico vilarejo onde flocos de neve caem de verdade. Oportunidade para registrar momentos especiais, que vão ficar na memória e, claro, render belas fotos.  

### Vilarejo Alpino
Ambiente protagonizado pelo clima dos alpes suíços. Apresenta diversas atrações para quem deseja passar um dia gelado com brincadeiras e ambientes inesquecíveis para recordar a linda cidade de Gramado:

#### Simulador de Esqui 7D
Plataforma que simula as sensações de quem esquia na neve. Espaço para 24 pessoas, em cabines separadas. 

#### Patinação
Patinação no Gelo é uma das principais atrações para visitantes e profissionais no parque. A patinação da pista de gelo conta com auxiliares e profissionais que guiam as pessoas durante a diversão.

Show de Patinação Artística no Gelo
Show encantador com muito talento e manobras incríveis, que só patinadores campeões internacionais são capazes de realizar. Um clima cheio de magia e emoção na pista de gelo do Snowland.

#### Ice Bar
Bar com vista para montanha de neve. É visita garantida para quem frequenta o parque, podendo fazer foto para lembrança na neve. 

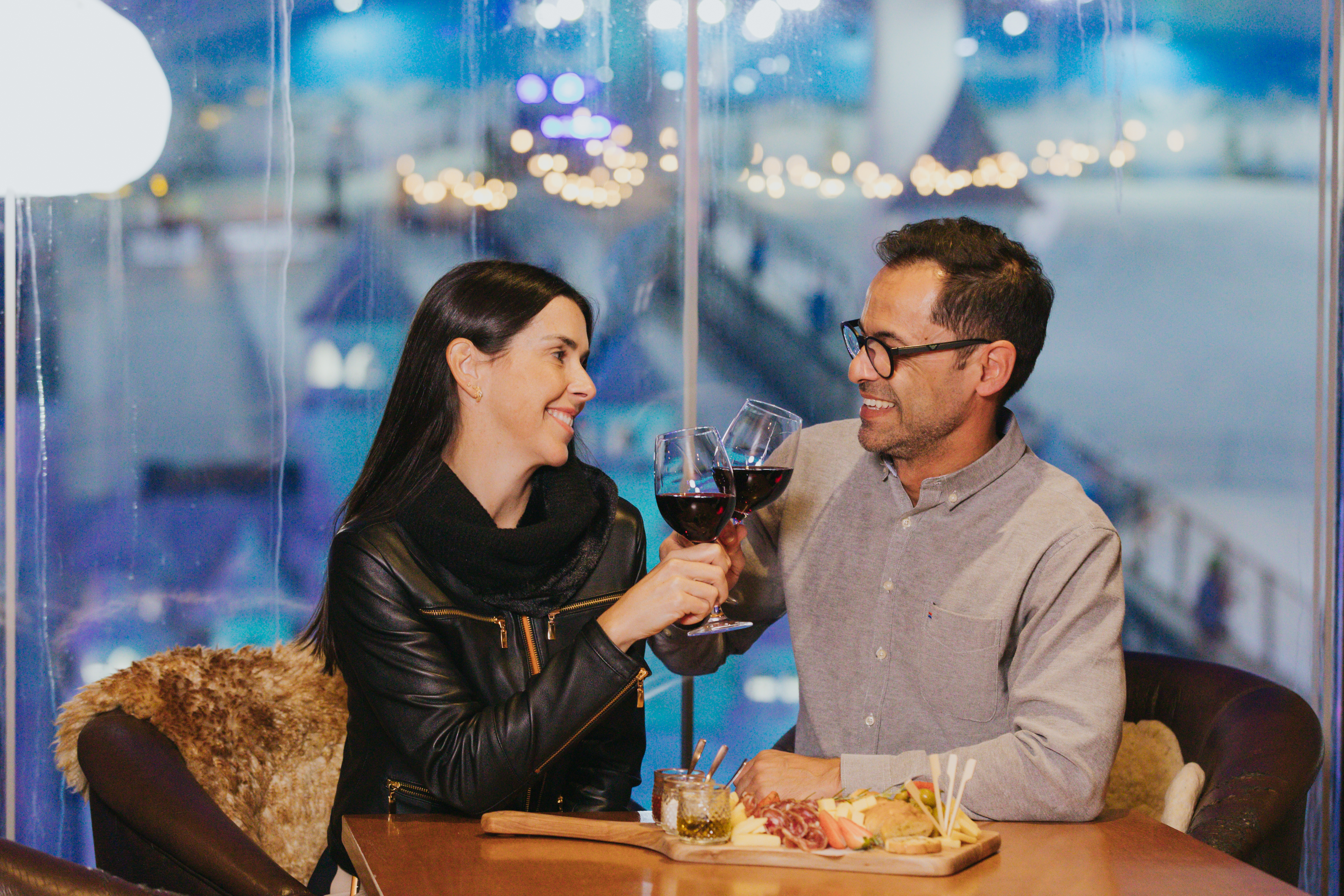
Ice Bar

#### Área de Alimentação
Restaurante decorado com a temática alpina, desenhado exclusivamente para o conforto e apreciação dos visitantes da Serra gaúcha. A praça de alimentação tem vista para a montanha de neve.

#### SnowKids
Área exclusiva de jogos para todas as idades. Contempla fliperama e diversos brinquedos eletrônicos com diversidade de jogos para todos os gostos e gêneros.

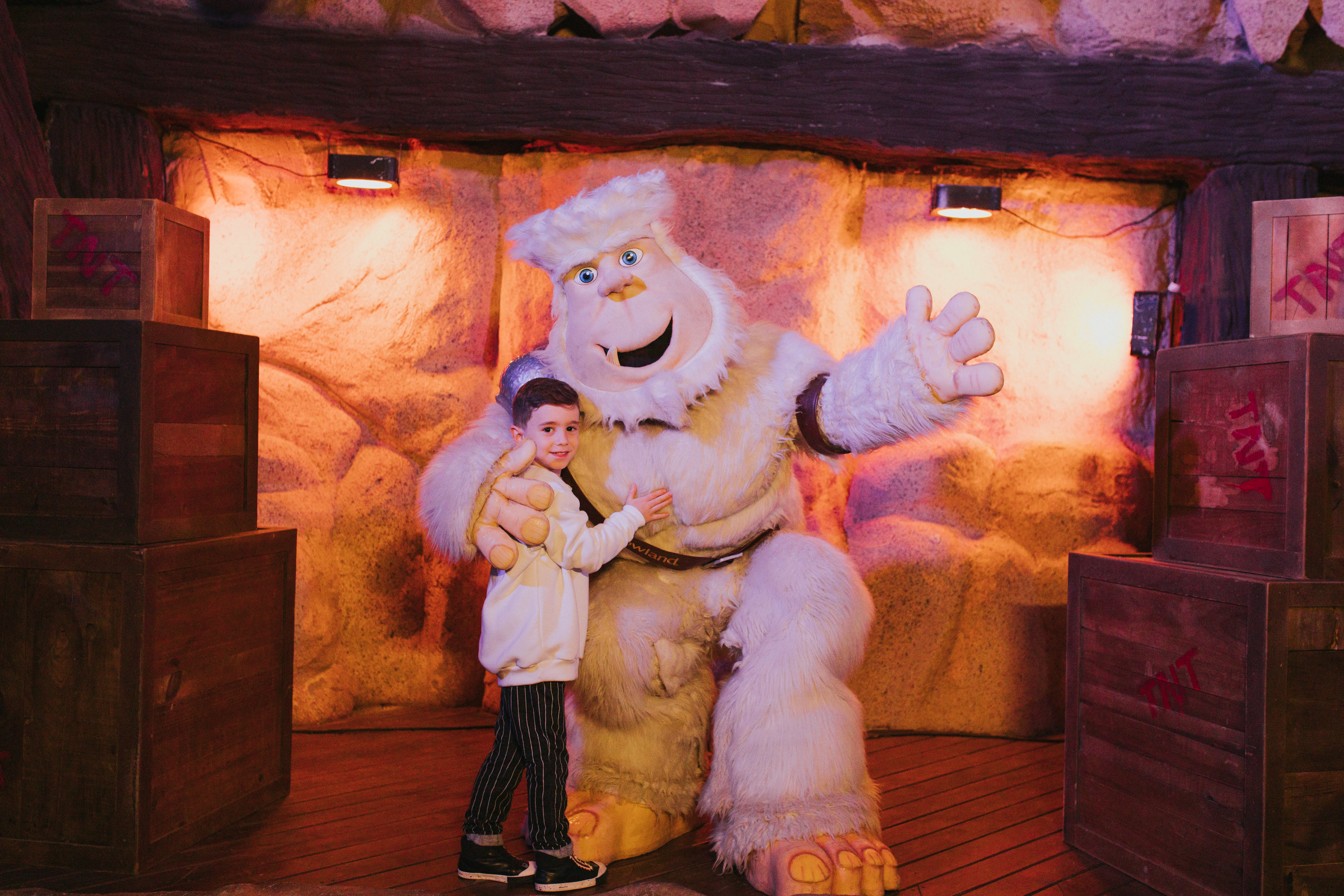
Foto com Yeti

#### Loja de Suvenires
A Loja de Suvenires tem uma variedade de produtos para fazer lembrar do Snowland. Diversos produtos de decoração, vestuário e recordação do primeiro parque de neve Indoor das Américas.

## Localização
O Parque de Neve Indoor Snowland está localizado na cidade de Gramado, na Serra Gaúcha. Apenas 97 km da capital do Rio Grande do Sul, Porto Alegre. Localizado em uma das cidades turísticas mais cobiçadas, Gramado, o Snowland faz parte do cardápio de variedades e atrações da Serra: RS-235, 9009 - Carazal, Gramado - RS, 95670-000.